# Mitu salvini
Mitu salvini là một loài chim trong họ Cracidae.